# Gianluigi Trovesi
Gianluigi Trovesi est un musicien de jazz italien né le 10 janvier 1944 à Nembro.

## Biographie

### Débuts
Gianlui Trovesi naît le 10 janvier 1944 à Nembro dans la province de Bergame en Lombardie (Italie). Il étudie la clarinette, l'harmonie, le contrepoint et la fugue avec Vittorio Fellegara (it) et sort diplômé du conservatoire de musique en 1966. Il s'oriente aussitôt vers des activités multiformes dans des ensembles académiques ou des orchestres de bal mais surtout vers le jazz. Multi-instrumentiste, il a une préférence pour la clarinette et pour le saxophone. En tant que compositeur il développe une forme d'expression remarquée mêlant le jazz à la musique folklorique et populaire italienne et à la musique ancienne de sa région qui a donné naissance à la bergamasque.

### Gianni Trovesi trio: la consécration
En 1977 il fonde un trio avec Paolo Damiani (it) à la contrebasse et Gianni Cazzola (it) à la batterie. Baghét, le premier disque enregistré avec cette formation un an après la création du groupe reçoit le prix de la critique discographique italienne. Dans le même temps, Trovesi remporte le premier prix du Concours national pour saxophone et clarinette et entre dans le Big band de la RAI de Milan comme premier saxophone alto et première clarinette. Dans les années 1980 il remporte deux fois le prix Top Jazz des lecteurs de la revue spécialisée Musica Jazz (it) : le premier en 1985 pour l'album Dances (it) et le second en 1988 comme meilleur musicien de jazz italien de l'année.

### Avec l'octette à la recherche de nouvelles sonorités
Au début des années 1990, Trovesi fonde un octette avec lequel il entreprend une exploration du répertoire populaire de l'Europe entière qui rejoint sa réinterprétation du folklore italien. Le premier album de l'ensemble, From G To G remporte le prix Top Jazz du meilleur disque et Trovesi celui du meilleur musicien de jazz italien. L'album est également reconnu comme meilleur disque par la revue Musica e Dischi. Au cours de la décennie, Trovesi et ses albums, individuellement ou avec son octuor, atteint encore par trois fois les sommets de la classification Top Jazz.

## Reconnaissance
Plusieurs orchestres de jazz européen l'ont invité comme directeur pour exécuter des concerts basés sur ses compositions : le WDR Big Band de Cologne (Allemagne), avec lequel il a réalisé Dedalo (2001-2002) ; l'orchestre international de Guimarães (Portugal, 2003) ; Bergen Big Band (Norvège, 2004). Le Barga Jazz Festival (it), spécialisé dans les arrangements pour orchestre de jazz lui a dédié l'entière édition de l'année 2001.
La même année, le président Carlo Azeglio Ciampi lui a décerné la grand-croix d'officier dans l'Ordre du Mérite de la République italienne pour ses mérites artistiques.
Trovesi a fait l'objet de deux thèses : Gianluigi Trovesi: l'identità, la creatività il jazz di uno dei protagonisti della "musica attuale" italiana (Dott. Luigi Sforza, sous la direction du professeur Giampiero Cane, DAMS (it) de l'Université de Bologne, 1998/99) et Gianluigi Trovesi: Ein Musiker im Spannungsfeld Zwischen Jazz, imaginärer Folklore und Alter Musik (Dott.ssa Annette Maye, sous la direction du professeur Claudio Puntin, Hochschule für Musik und Tanz Köln, 2004)

## Filmographie
- Il cortile della musica, documentaire de Sergio Visinoni (2010)